# DeAngelo Malone
DeAngelo Malone (Atlanta, 12 luglio 1999) è un giocatore di football americano statunitense che milita nel ruolo di outside linebacker per gli Atlanta Falcons della National Football League (NFL).

## Carriera

### Atlanta Falcons
Al college Malone giocò a football alla Western Kentucky University. Fu scelto nel corso del terzo giro (82º assoluto) nel Draft NFL 2022 dagli Atlanta Falcons. Debuttò come professionista nella gara del secondo turno contro i Los Angeles Rams mettendo a segno 2 tackle. Nel settimo turno contro i Cincinnati Bengals fece registrare il suo primo sack. La sua stagione da rookie si chiuse con 29 tackle, un sack e un fumble forzato in 15 presenze, nessuna delle quali come titolare.

## Vita privata
Malone è cugino di primo grado di Justin Shaffer, scelto anch'egli dai Falcons nel Draft 2022.